# Голова седобородого старика в профиль
«Голова седобородого старика в профиль» («Портрет старика») — картина голландского художника Яна Ливенса из собрания Государственного Эрмитажа.
На тёмно-коричневом фоне изображён в профиль мужчина лет 60—70 с окладистой седой бородой. Он одет в чёрный камзол, из-под которого виднеется белая рубашка. При изображении бороды персонажа Ливенс использовал крайне новаторский в его время художественный приём: написав краской бороду, он поверх ещё непросохшего живописного слоя черенком кисти нанёс экспрессивные волнистые линии, создав тем самым эффект объёма и рельефности изображения.
Картина написана около 1631—1632 годов, ранняя её история неизвестна. Также неизвестно, когда она оказалась в собрании императрицы Екатерины II (числилась в первой рукописной описи 1773—1785 года собрания императрицы). При поступлении в Эрмитаж картина считалась работой Рембрандта и в этом качестве неоднократно гравировалась: известны офорт Г. Ф. Шмидта 1757 года, эстамп К. В. Грисманна 1787 года, ксилография Л. А. Серякова 1853 года.
Авторство Ливенса было установлено в 1864 году немецким исследователем Г. Ф. Ваагеном и с тех пор оно не вызывало сомнений.
Советский искусствовед Ю. И. Кузнецов в своём обзоре голландской живописи XVII века очень высоко оценивал картину:

«Портрет старика», выполненный в рембрандтовской манере, силой и смелостью мазка, а также великолепием и мощью форм превосходит всё, что создавалось самим Рембрандтом в эти годы.

Картина выставляется в здании Нового Эрмитажа в зале 253.
Известно несколько копий с картины: одна из них в 1922 году числилась в частном собрании в Германии, при этом имела фальшивую монограмму Рембрандта и дату 1631; ещё одна копия в 1960-х годах значилась в описях Донецкого областного художественного музея как «копия с оригинала Рубенса»; современное местонахождение этих копий не установлено. Третья известная копия работы М. Ф. Варухина хранится в Художественном музее Синебрюхова в Хельсинки.